# Casque danois M1923
Le casque M/23 était un casque de combat donné en dotation aux troupes danoises pendant l'entre-deux-guerres et qui connut le combat durant la Seconde Guerre mondiale. C'était le premier casque des forces de défense danoises. Il était produit localement par la société, Glud und Marstrands Fabriker.

## Histoire et utilisation

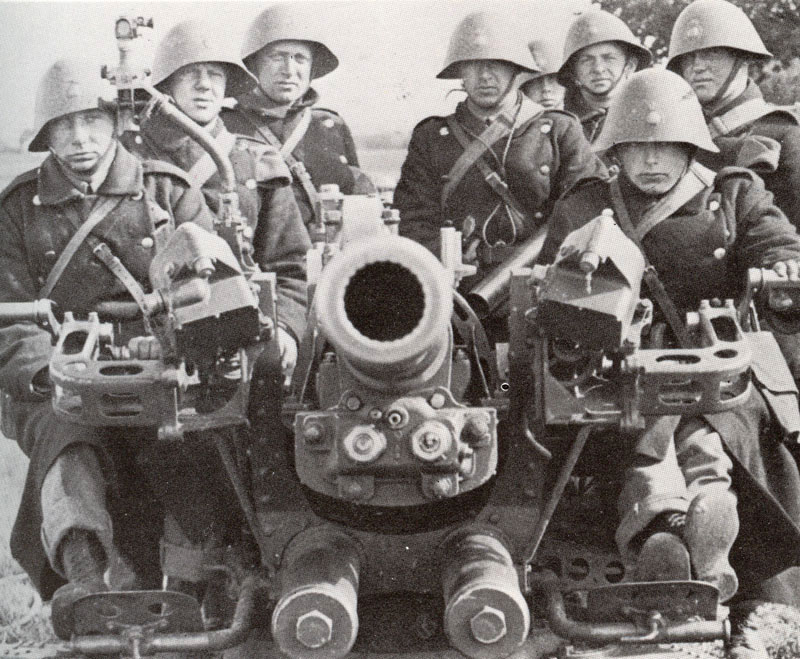
Soldats danois portant des casques M/23 à côté d’un canon anti aérien.

À la suite du carnage de la Première Guerre mondiale, le gouvernement danois, comme celui d’autres d'autres pays industrialisés, commença à équiper ses soldats de casques en acier. Cette nouvelle tendance était apparue dans les tranchées durant la Première Guerre mondiale, où les casques en acier avaient considérablement réduit les pertes. L'armée danoise valida les plans du casque du capitaine de l'armée, HE. Johnsen, et  commença à les distribuer aux troupes avant la Seconde Guerre mondiale. Le casque connut ses premiers combats lors de l'invasion allemande du Danemark, (opération Weserübung), le 9 avril 1940. Après la fin de la guerre en 1945, le Danemark remplaça progressivement le M/23 en faveur du casque en acier M/48, conçu sur le modèle du casque américain M1. Ce changement coïncida avec de nombreux autres membres de l'OTAN qui adoptèrent la même conception. Le M/23 est unique, en ce sens, qu'il n'a jamais été exporté et que le Danemark fut le seul pays à l'utiliser. Cela contraste avec d'autres casques de l'époque, tels le casque français Adrian et le casque britannique Brodie, largement distribués dans le monde entier. De plus, l’aspect distinctif de ce casque le rendait facilement reconnaissable d'autres casques en acier de l'entre-deux-guerres.

## Conception

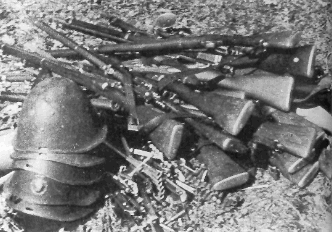
Des armes et des casques danois abandonnés à la suite de l'invasion allemande.

Le M/23 était fabriqué à partir d'une seule pièce d'acier suédois et était produit dans des versions militaires et civiles. La version militaire comprenait soit un emblème de l'armée soit de la marine sur la face avant, selon la branche à laquelle il était destiné, et beaucoup étaient recouverts de peinture grise texturée. L'intérieur du casque était équipé d'une jugulaire en cuir et d'une doublure composée de huit volets. À l'arrière du M/23, une fente horizontale à la base servait à l’accrocher. La version civile fut livrée à diverses organisations non militaires telles que la police et les pompiers, et n'avait pas d'emblème sur le face avant. Il était fabriqué à partir d'un acier plus léger et avait une doublure et une jugulaire de qualité inférieure. Contrairement à la version militaire, elle resta en service dans ces organisations longtemps après la guerre.